# アラン・ゴエス
アラン・ゴエス（Allan Góes、1971年4月20日 - ）は、ブラジルの男性柔術家、総合格闘家。リオデジャネイロ州出身。ゴエス・マーシャルアーツ所属。ブラジリアン柔術六段。

## 来歴
カーウソン・グレイシーの下で5歳からブラジリアン柔術を習い始める。1983年、12歳の時にリオデジャネイロで行なわれた柔術大会ジュニアの部で優勝。以来、優勝回数は30回を越える。
日本では1995年5月13日にパンクラスに初参戦。1998年からは主戦場をPRIDEに移して活躍。

## 戦績
| 総合格闘技 戦績 | 総合格闘技 戦績 | 総合格闘技 戦績 | 総合格闘技 戦績 | 総合格闘技 戦績 | 総合格闘技 戦績 | 総合格闘技 戦績 |
| --------------- | --------------- | --------------- | --------------- | --------------- | --------------- | --------------- |
| 17 試合         | (T)KO           | 一本            | 判定            | その他          | 引き分け        | 無効試合        |
| 10 勝           | 2               | 7               | 1               | 0               | 2               | 0               |
| 5 敗            | 4               | 0               | 1               | 0               | 2               | 0               |

| 勝敗 | 対戦相手                         | 試合結果                            | 大会名                                            | 開催年月日     |
| ×    | アレックス・ショーナウアー       | 1R 3:00 KO（パンチ）                | IFL: Everett                                      | 2007年6月1日   |
| ○    | ホーマー・ムーア                 | 2R 2:56 TKO（パンチ連打）           | IFL: Moline                                       | 2007年4月7日   |
| ○    | ダニエル・グレイシー             | 2R 1:03 TKO（パウンド）             | IFL: World Championship Semifinals                | 2006年11月2日  |
| ○    | デヴィン・コール                 | 1R 2:05 ギロチンチョーク            | IFL: Portland                                     | 2006年9月9日   |
| ○    | クリス・ウェスト                 | 1R 0:41 膝十字固め                  | Rumble on the Rock 7                              | 2005年5月7日   |
| ×    | グスタボ・シム                   | 1R TKO（棄権）                      | Heat FC 2: Evolution                              | 2003年12月18日 |
| ○    | カーロス・リマ                   | 1R 7:50 腕ひしぎ十字固め            | Meca World Vale Tudo 8                            | 2003年5月16日  |
| ×    | アレックス・スティーブリング     | 3R 0:47 TKO（グラウンドでの膝蹴り） | PRIDE.18                                          | 2001年12月23日 |
| ×    | マーク・コールマン               | 1R 1:19 TKO（グラウンドでの膝蹴り） | PRIDE.13                                          | 2001年3月25日  |
| ○    | ヴァーノン・"タイガー"・ホワイト | 10分2R終了 判定3-0                  | PRIDE.9                                           | 2000年6月4日   |
| ○    | カール・マレンコ                 | 1R 9:16 肩固め                      | PRIDE.8                                           | 1999年11月21日 |
| △    | 桜庭和志                         | 10分3R終了 時間切れ                 | PRIDE.4                                           | 1998年10月11日 |
| ×    | ダン・ヘンダーソン               | 15分1R終了 判定0-3                  | UFC 17: Redemption 【ミドル級トーナメント 1回戦】 | 1998年5月15日  |
| ○    | トッド・ビョーナサン             | 1R 0:30 三角絞め                    | Extreme Fighting 4                                | 1997年3月28日  |
| ○    | マット・アンダーセン             | 1R 5:59 三角絞め                    | Extreme Challenge 3                               | 1997年2月15日  |
| ○    | アンソニー・マシアス             | 1R 3:52 ギブアップ（パンチ連打）    | Extreme Fighting 3                                | 1996年10月18日 |
| △    | フランク・シャムロック           | 10分終了 判定0-1                    | パンクラス 1995 EYES OF BEAST                     | 1995年5月13日  |